# Produktzugabe
Eine Produktzugabe (kurz Zugabe oder auch Extra) ist eine Ware oder gewerbliche Leistung, die als Geschenk oder vergünstigt zusätzlich zu einer anderen Ware oder gewerblichen Leistung angeboten, angekündigt oder gewährt wird. Ein Beispiel hierfür ist die Beifügung von Spielzeugen zu den Kindermenüs von Schnellrestaurants. Produktzugaben stellen ein wichtiges Mittel der Verkaufsförderung dar. Ihre Wirkung ist vergleichbar mit der eines Preisnachlasses. Zugaben sind eine Form von Naturalrabatt.
Eine Zugabe liegt auch vor, wenn zur Verschleierung eine Ware oder Leistung mit einer anderen Ware oder Leistung zu einem Gesamtpreis angeboten, angekündigt oder gewährt wird.

## Rechtslage in Deutschland
In Deutschland galt bis 2001 die Zugabeverordnung, welche Zugaben nur in Ausnahmefällen erlaubte. Dies betraf insbesondere Reklamegegenstände von geringerem Wert, die als solche durch eine dauerhafte und deutlich sichtbare Bezeichnung gekennzeichnet worden sind oder wenn geringwertige Kleinigkeiten gewährt wurden.
Die Gewährung von Kundenzeitschriften belehrenden und unterhaltenden Inhalts, die nach ihrer Aufmachung und Ausgestaltung der Werbung von Kunden und den Interessen des Verteilers dienen, durch einen entsprechenden Aufdruck auf der Titelseite diesen Zweck erkennbar machen und in ihren Herstellungskosten geringwertig sind, um unentgeltlich an den Verbraucher abgegeben zu werden, fiel ebenfalls nicht unter das Verbot der Zugabe. Unproblematisch waren auch Zugaben in Form einer Erteilung von Auskünften oder Ratschlägen.
Erlaubt war auch die Zugabe handelsüblichen Zubehörs zur Ware oder handelsüblicher Nebenleistungen. Eine handelsübliche Nebenleistung ist z. B. eine im Hinblick auf den Wert der Ware oder Leistung angemessene Erstattung oder Übernahme von Fahrtkosten für Verkehrsmittel des öffentlichen Personennahverkehrs, die im Zusammenhang mit dem Besuch des Geschäftslokals oder des Orts der Erbringung der Leistung aufgewendet worden sind.
Zugunsten der Bezieher einer Zeitung oder Zeitschrift durften als Zugabe Versicherungen bei beaufsichtigten Versicherungsunternehmen oder Versicherungsanstalten abgeschlossen werden.
Mit Inkrafttreten des Gesetzes zur Abschaffung des Rabattgesetzes und der Zugabeverordnung am 25. Juli 2001 gelten beide Regelungen inzwischen nicht mehr. Unberührt davon bleiben jedoch die generellen Vorgaben zu Rabatten, Preisfestlegung und irreführenden Geschenken des Gesetzes gegen den unlauteren Wettbewerb. Weiterhin verboten sind Zugaben bei Tabakwaren nach § 26 Tabaksteuergesetz.

## Rechtslage in Österreich
Im österreichischen Gesetz gegen den unlauteren Wettbewerb (UWG) waren Zugaben wegen der Gefahr der Preisverschleierung jahrzehntelang grundsätzlich (mit manchen Ausnahmen) verboten. Der Europäische Gerichtshof entschied im November 2010, dass dieses Zugabenverbot EU-richtlinienwidrig ist. 
Der Gesetzgeber strich daraufhin § 9a aus dem Gesetz, als dieses im Januar 2013 überarbeitet wurde. Das Ankündigen, Anbieten und Gewähren von Zugaben gegenüber Verbrauchern ist nur mehr dann unzulässig, wenn es im Einzelfall irreführend, aggressiv oder sonst unlauter ist.